# Eragrostis patentissima
Eragrostis patentissima är en gräsart som beskrevs av Eduard Hackel. Eragrostis patentissima ingår i släktet kärleksgrässläktet, och familjen gräs. Inga underarter finns listade i Catalogue of Life.